# مایو ساساکی
مایو ساساکی (انگلیسی: Mayu Sasaki؛ زادهٔ ۱۲ ژانویهٔ ۱۹۹۳) بازیکن فوتبال اهل ژاپن است که در تیم ملی فوتبال زنان ژاپن بازی کرده‌است.